# Gersa II, Bistrița-Năsăud
Gersa II este un sat în comuna Rebrișoara din județul Bistrița-Năsăud, Transilvania, România.